# Diabetis insípida
La diabetis insípida (DI) és una malaltia caracteritzada per una alteració en la regulació hidrosalina de l'organisme. El símptoma principal és l'excés d'orina (poliúria intensíssima) per dèficit en la capacitat de concentració de l'orina. Aquest augment de l'orina provoca un increment de la set.
El diagnòstic es basa sovint en proves d'orina, anàlisis de sang i la prova de privació de líquids. La diabetis insípida no està relacionada amb la diabetis mellitus i les condicions tenen un mecanisme diferent, encara que ambdues poden provocar la producció de grans quantitats d'orina.
El nombre de nous casos de diabetis insípida cada any és de 3 per cada 100.000. La DI central sol començar entre els 10 i els 20 anys i es produeix per igual en homes i dones. La DI nefrogènica pot començar a qualsevol edat. El terme "diabetis" deriva de la paraula grega que significa sifó.

## Causes i tipus
Hi ha quatre tipus de DI, cadascun amb un conjunt diferent de causes:
- La DI central (DIC) es deu a la manca de vasopressina (hormona antidiürètica), que es produeix en una part del cervell anomenada hipotàlem.[6][1] Això pot ser degut a una lesió a l'hipotàlem o a la hipòfisi o a la genètica.[7][1] Aquest trastorn pot deure’s a la cirurgia, infecció, inflamació, tumor o traumatisme cranial. De vegades les causes es desconeixen. En molt pocs casos és deguda per un problema genètic.[8]
- La DI nefrogènica (DIN) es produeix quan els ronyons no responen correctament a la vasopressina.[1]
- La DI dipsogènica és el resultat de la ingesta excessiva de líquids a causa del dany al mecanisme de la set hipotalàmica.[1] Es produeix amb més freqüència en persones amb determinats trastorns psiquiàtrics o amb determinats medicaments.[1]
- La DI gestacional només es produeix durant l'embaràs i per una producció excessiva de vasopressinasa en la placenta, la qual produeix una disminució de l'hormona antidiürètica.[9][1]

## Clínica
- Augment de la quantitat de producció d'orina, continua durant tot el dia i la nit.
- Molta set.
- En nens, la DI pot interferir amb l'apetit, l'augment de pes i el creixement. Pot presentar-se amb febre, vòmits o diarrea.
- Els adults amb DI no tractats poden mantenir-se saludables durant dècades, sempre que es consumeixi prou aigua per compensar les pèrdues urinàries.
- Hi ha un risc continu de deshidratació i pèrdua de potassi que pot conduir a hipocalèmia.

## Tractament
El tractament implica beure suficients líquids per prevenir la deshidratació. Altres tractaments depenen del tipus. En la DI central i gestacional, el tractament és amb desmopressina. La DI nefrogènica es pot tractar abordant la causa subjacent o mitjançant l'ús d'una tiazida, àcid acetil salicílic o ibuprofèn.

## Pronòstic
Depenent de les causes el pronòstic serà un o altre. No acostuma a generar problemes greus ni provoca la mort.